# 브래드퍼드사우스 (영국 의회 선거구)
브래드퍼드이스트 (Bradford East)은 영국 의회의 하원에서 지역을 대표하는 웨스트요크셔주의 선거구이다. 2015년부터 노동당의 주디스 커민스 의원이 지역구 의원을 맡고 있다. 선거비용보전과 선관위원 유형 면에서는 자치구 선거구로 분류된다.

## 역사
옛날에는 자유당이 확보했던 지역구로 1922년~1924년, 1931년~1945년에 국회의원을 배출했다. 1945년 총선부터는 노동당 지역구로 회귀하여 지금까지 이어져 오고 있다. 1980년대 대처 정권기에는 보수당이 당선권에 근접한 적이 있었다.

## 경계

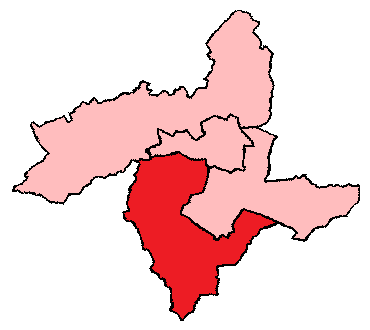
브래드퍼드시 내 브래드퍼드사우스 지역구의 경계 (1918–1949)

1918–1950년: 브래드퍼드 주자치구 클라이튼, 리스터힐스, 노스벌리이스트, 노스벌리웨스트
1950–1955년: 브래드퍼드 주자치구 클라이튼, 리스터힐스, 노스벌리이스트, 손턴
1955–1974년: 브래드퍼드 주자치구 클라이튼, 노스벌리이스트, 노스벌리웨스트, 웨스트볼링, 퀸스베리 도시구와 쉴프 도시구
1974–1983년: 브래드퍼드 주자치구 클라이튼, 그레이트호턴, 오드솔, 텅, 윕시, 와이크, 퀸스베리 도시구와 쉴프 도시구
1983–2010년: 브래드퍼드드시 그레이트호턴, 오드솔, 퀸스베리, 텅, 윕시, 와이크
2010년~: 브래드퍼드시 그레이트호턴, 퀸스베리, 로이즈, 윕시, 와이크

## 국회의원
| 선거 | 선거   | 의원               | 정당       |
| ---- | ------ | ------------------ | ---------- |
|      | 1918년 | 버넌 윌리          | 연합보수당 |
|      | 1922년 | 허버트 하비 스펜서 | 자유당     |
|      | 1924년 | 윌리엄 허스트      | 협동조합당 |
|      | 1931년 | 허버트 홀드워스    | 자유당     |
|      | 1945년 | 머디스 티터링턴    | 노동당     |
|      | 1949년 | 조지 크래독        | 노동당     |
|      | 1970년 | 톰 소니            | 노동당     |
|      | 1987년 | 밥 크라이어        | 노동당     |
|      | 1994년 | 게러드 서트클리프  | 노동당     |
|      | 2015년 | 주디스 커민스      | 노동당     |

## 선거

### 2010년대
| 선거                                      | 선거 결과 | 선거 결과                                             | 후보              | 후보            | 정당   | 득표   | %     | ±%    |
| ----------------------------------------- | --------- | ----------------------------------------------------- | ----------------- | --------------- | ------ | ------ | ----- | ----- |
| 2019년 총선 투표수: 39,741 (57.6%) (-3.0) |           | 노동당 유지 과반 득표: 2,346 (5.9%) -10.4 -5.2% 선회  |                   | 주디스 커민스   | 노동당 | 18,390 | 46.3  | -8.2  |
| 2019년 총선 투표수: 39,741 (57.6%) (-3.0) |           | 노동당 유지 과반 득표: 2,346 (5.9%) -10.4 -5.2% 선회  | 너린더 세콘       | 보수당          | 16,044 | 40.4   | +2.2  |       |
| 2019년 총선 투표수: 39,741 (57.6%) (-3.0) |           | 노동당 유지 과반 득표: 2,346 (5.9%) -10.4 -5.2% 선회  | 컬바인더 매니크   | 브렉시트당      | 2,819  | 7.1    | 신인  |       |
| 2019년 총선 투표수: 39,741 (57.6%) (-3.0) |           | 노동당 유지 과반 득표: 2,346 (5.9%) -10.4 -5.2% 선회  | 앨런 그리프스     | 자유민주당      | 1,505  | 3.8    | +2.5  |       |
| 2019년 총선 투표수: 39,741 (57.6%) (-3.0) |           | 노동당 유지 과반 득표: 2,346 (5.9%) -10.4 -5.2% 선회  | 매슈 에드워드     | 녹색당          | 983    | 2.5    | +1.6  |       |
| 2017년 총선 투표수: 41,049 (60.6%) (+1.5) |           | 노동당 유지 과반 득표: 6,700 (16.3%) -0.9 -0.4% 선회  |                   | 주디스 커민스   | 노동당 | 22,364 | 54.5  | +11.1 |
| 2017년 총선 투표수: 41,049 (60.6%) (+1.5) |           | 노동당 유지 과반 득표: 6,700 (16.3%) -0.9 -0.4% 선회  | 타냐 그레이엄     | 보수당          | 15,664 | 38.2   | +11.9 |       |
| 2017년 총선 투표수: 41,049 (60.6%) (+1.5) |           | 노동당 유지 과반 득표: 6,700 (16.3%) -0.9 -0.4% 선회  | 스티븐 플레이스   | 영국 독립당     | 1,758  | 4.3    | -19.8 |       |
| 2017년 총선 투표수: 41,049 (60.6%) (+1.5) |           | 노동당 유지 과반 득표: 6,700 (16.3%) -0.9 -0.4% 선회  | 스튜어트 토머스   | 자유민주당      | 516    | 1.3    | -1.6  |       |
| 2017년 총선 투표수: 41,049 (60.6%) (+1.5) |           | 노동당 유지 과반 득표: 6,700 (16.3%) -0.9 -0.4% 선회  | 테레스 허스트     | 잉글랜드 민주당 | 377    | 0.9    | 신인  |       |
| 2017년 총선 투표수: 41,049 (60.6%) (+1.5) |           | 노동당 유지 과반 득표: 6,700 (16.3%) -0.9 -0.4% 선회  | 대런 파킨슨       | 녹색당          | 370    | 0.9    | -2.4  |       |
| 2015년 총선 투표수: 37,600 (60.6%) (+1.5) |           | 노동당 승리 과반 득표: 6,450 (17.1%) +4.9 +2.5% 선회  |                   | 주디스 커민스   | 노동당 | 16,328 | 43.4  | +2.1  |
| 2015년 총선 투표수: 37,600 (60.6%) (+1.5) |           | 노동당 승리 과반 득표: 6,450 (17.1%) +4.9 +2.5% 선회  | 타냐 그레이엄     | 보수당          | 9,878  | 26.3   | -2.8  |       |
| 2015년 총선 투표수: 37,600 (60.6%) (+1.5) |           | 노동당 승리 과반 득표: 6,450 (17.1%) +4.9 +2.5% 선회  | 제이슨 스미스     | 영국 독립당     | 9,057  | 24.1   | +20.6 |       |
| 2015년 총선 투표수: 37,600 (60.6%) (+1.5) |           | 노동당 승리 과반 득표: 6,450 (17.1%) +4.9 +2.5% 선회  | 앤디 로빈슨       | 녹색당          | 1,243  | 3.3    | 신인  |       |
| 2015년 총선 투표수: 37,600 (60.6%) (+1.5) |           | 노동당 승리 과반 득표: 6,450 (17.1%) +4.9 +2.5% 선회  | 앤드루 티어       | 자유민주당      | 1,094  | 2.9    | -15.4 |       |
| 2010년 총선 투표수: 37,995 (59.8%) (+6.3) |           | 노동당 승리 과반 득표: 4,622 (12.2%) -12.8 -5.9% 선회 |                   | 게리 서트클리프 | 노동당 | 15,682 | 41.3  | -7.0  |
| 2010년 총선 투표수: 37,995 (59.8%) (+6.3) |           | 노동당 승리 과반 득표: 4,622 (12.2%) -12.8 -5.9% 선회 | 매슈 팔머         | 보수당          | 11,060 | 29.1   | +4.8  |       |
| 2010년 총선 투표수: 37,995 (59.8%) (+6.3) |           | 노동당 승리 과반 득표: 4,622 (12.2%) -12.8 -5.9% 선회 | 앨런 그리프스     | 자유민주당      | 6,948  | 18.3   | +3.8  |       |
| 2010년 총선 투표수: 37,995 (59.8%) (+6.3) |           | 노동당 승리 과반 득표: 4,622 (12.2%) -12.8 -5.9% 선회 | 섀런 서튼         | 브리튼 국민당   | 2,651  | 7.0    | -0.8  |       |
| 2010년 총선 투표수: 37,995 (59.8%) (+6.3) |           | 노동당 승리 과반 득표: 4,622 (12.2%) -12.8 -5.9% 선회 | 제이미 일링워스   | 영국 독립당     | 1,339  | 3.5    | +2.0  |       |
| 2010년 총선 투표수: 37,995 (59.8%) (+6.3) |           | 노동당 승리 과반 득표: 4,622 (12.2%) -12.8 -5.9% 선회 | 제임스 루스웨이트 | 무소속          | 315    | 0.8    | 신인  |       |

## 같이 보기
- 웨스트요크셔주의 의회 선거구 목록